# Paasdatum
Het paasfeest wordt in het christendom in principe gevierd op de eerste zondag na de eerste volle maan in de lente.  Het feest vond oorspronkelijk plaats op dezelfde datum als het Joodse Pesach, waarvan de datum wordt bepaald op grond van de Joodse kalender. Dat is een maankalender, waardoor de datum van Pesach in de westerse zonnekalenders verspringt en niet steeds op dezelfde weekdag valt. Het Eerste Concilie van Nicea besloot de datum voortaan te berekenen, gebaseerd op de epacta, een getal dat de maanstand op de eerste dag van het jaar aangeeft.
Paaszondag valt ongeveer in het midden van de jaarlijkse paascyclus en bepaalt ook wanneer de andere kerkelijke feestdagen binnen deze cyclus vallen. Zo valt Aswoensdag, waarmee de vastentijd begint, altijd 46 dagen vóór Pasen, zodat er veertig vastendagen zijn; de zondagen tellen niet mee. Hemelvaartsdag is 39 dagen na Pasen. Pinksteren is altijd op de zevende zondag na Pasen. Als Pasen zelf meegeteld wordt is Pinksteren de vijftigste dag van de Paastijd; in het Oudgrieks is vijftig πεντηκοστή (ἡμέρα); pentekostē (hēmera). Daarvan is de benaming Pinksteren afgeleid.
Ook de datums van het Feest van de Heilige Drie-eenheid (Trinitatis), de zondag na Pinksteren, Sacramentsdag (tweede donderdag of tweede zondag na Pinksteren) en het hoogfeest van het Heilig Hart (derde vrijdag na Pinksteren) zijn aan de paasdatum verbonden.

## Geschiedenis
In de eerste eeuwen vierde de christelijke kerk Pasen op dezelfde dag als het joodse Pesach (de 14e Nisan), maar het Eerste Concilie van Nicaea wilde in 325 overgaan tot een berekening van de paasdatum. De regels van dit concilie gaan uit van een vereenvoudigde berekening met de gemiddelde posities van zon en maan (geocentrische, cirkelvormige banen en vaste snelheid) en 21 maart 0:00 uur als vast begin van de lente. De ware maan wijkt tot ± 0,7 dag af van de gemiddelde maan, en het astronomische begin van de lente (zie lentepunt) varieert bijvoorbeeld tussen 19 maart 9:00 (CET) in het jaar 2096 en 21 maart 21:00 (CET) in het jaar 1903. Daardoor ontstaan soms verschillen tussen de kerkelijke en de astronomische paasdatum, de paasparadoxiën.
Aanvankelijk werden de regels op verschillende manieren toegepast. In het jaar 387 vierde Rome bijvoorbeeld op 21 maart Pasen, maar Alexandrië op 25 april en andere plaatsen op 18 april. De monnik Dionysius Exiguus stelde in het jaar 525 in Rome tabellen en een rekenschema op volgens de Alexandrijnse regels. Hij paste de berekening zo aan dat Pasen op zijn vroegst op 22 maart en uiterlijk op 25 april valt. De paus besloot voortaan Pasen te vieren volgens deze regels en tabellen, waarbij de bepaling van de paasdatum opgedragen werd aan de patriarch (bisschop) van Alexandrië.
Sinds het jaar 532 (het begin van de paastabellen van Dionysius Exiguus) liggen de datums vast, maar pas in de 9e eeuw werden de zo berekende paasdatums algemeen aanvaard door de christenen. In de middeleeuwen bemerkte men echter dat de berekende paasdatums merkbaar begonnen af te wijken van de hemelverschijnselen. Zo viel het begin van de astronomische lente steeds vroeger, in de 16e eeuw was deze al tot 11 maart vooruitgeschoven. Ook de datum voor de kerkelijke volle maan kon tot drie dagen afwijken van de astronomische volle maan. In die tijd hanteerde men de juliaanse kalender door Julius Caesar ingevoerd in het jaar 46 voor Christus, waarin men strikt om de vier jaar een schrikkeldag invoerde.
De invoering van de gregoriaanse kalender door paus Gregorius XIII in 1582 moest ook een oplossing bieden voor deze problemen. Eerst liet men tien dagen weg, zodat het begin van de astronomische lente weer rond 21 maart viel. Een kleine wijziging van de schrikkeljaarregeling moest ervoor zorgen dat dit in de toekomst ook zo bleef. Voor de berekening van de kerkelijke volle maan werd een door de Italiaanse sterrenkundige Aloisius Lilius voorgestelde verbetering van de regels doorgevoerd, zodat deze ook gemiddeld in overeenstemming zou blijven met de astronomische volle maan. Doordat veel eeuwjaren geen schrikkeljaren meer waren, was er geen simpel verband meer tussen het gulden getal en de epacta. Verder waren er per 2500 jaar acht extra maandagen, wat verdere aanpassingen nodig maakte. Bovendien moest het resultaat niet té veel afwijken van de vorige berekeningen omdat dit anders de reputatie van vroegere wijsgeren (en daarmee de kerk) zou schaden. Een commissie onder voorzitterschap van Christoph Clavius stelde toen nog wel een vaste paasdatum voor, maar dat werd verworpen omdat het een té grote breuk met het verleden was. Verder waren er nog wat futiele verschillen tussen de door Christoph Clavius berekende paasmaan en de echte maan, zo was er op eerste paasdag 1903 een maansverduistering. Verder was toen ook al bekend dat er een zuidelijk halfrond was, dus werd er gesteld dat omdat Jezus op het noordelijk halfrond geleefd had, de mensen op het zuidelijk halfrond zich moesten houden aan de noordelijke lente.

## Methode van Gauss
De Duitse wiskundige Carl Friedrich Gauss publiceerde in 1800 een algoritme waarmee de paasdatum voor een willekeurig jaar berekend kan worden. De methode is betrouwbaar voor de meeste jaren, maar kan falen onder bepaalde omstandigheden, zoals bijvoorbeeld in het jaar 4200. Dan is er een zeldzame situatie waarbij de epacta gelijk is aan 20 en het een jaar is voor een nieuwe eeuw. Deze combinatie leidt tot een inconsistente output van het Gauss-algoritme, omdat dit geen rekening houdt met de specifieke cyclus van de epacta en de regels van de Gregoriaanse kalender in bijzondere gevallen, zoals het overslaan van schrikkeljaren of correcties voor de maancyclus. Daardoor komt zijn paasdatum voor 4200 uit op 13 april in plaats van 20 april.
De methode van Gauss loopt als volgt:
| Stap                                                        | Hoe | Wiskundige notatie                                    | Voorbeeld voor 1991                           |
| ----------------------------------------------------------- | --- | ----------------------------------------------------- | --------------------------------------------- |
| Bepaal het gulden getal                                     | Deel het jaartal door 19, neem de rest, en tel er 1 bij op (zoals Dionysius). Noem dit getal G. | Stel A = jaartal G = (A mod 19)+1                     | Voor het jaar 1991 geldt gulden getal G = 16. |
| Bepaal het eeuwtal                                          | Geheeldeel het jaartal door 100 en tel daar 1 bij op. Noem dit getal C. | C = ⎣A/100⎦+1                                         | Voor het jaar 1991 geldt eeuwgetal C = 20.    |
| Corrigeer vervolgens voor jaren die geen schrikkeljaar zijn | Vermenigvuldig C met 3, geheeldeel het resultaat door 4 en trek er 12 van af. Noem dit getal X. | X = ⎣3*C/4⎦-12                                        | Voor de 20e en 21e eeuw geldt X = 3.          |
| Maancorrectie                                               | Neem 8 maal C, tel er 5 bij op, geheeldeel dit door 25 en trek er 5 vanaf. Noem dit getal Y. | Y = ⎣(8*C +5)/25⎦-5                                   | Voor de 20e en 21e eeuw geldt Y = 1.          |
| Zoek de zondag                                              | Vermenigvuldig het jaartal met 5, geheeldeel de uitkomst door 4, trek er X en 10 vanaf, en noem dit getal Z.                                                                                           | Z = ⎣5*A/4⎦-10 -X                                     | Voor 1991 geldt: Z = 2475.                    |
| Bepaal de epacta                                            | 11 maal G + 20 + Y. Trek daarvan X af, geheeldeel het resultaat door 30 en noem de rest E. Als E gelijk is aan 24, of als E gelijk is aan 25 en het gulden getal is groter dan 11, tel dan 1 bij E op. | E = 11*G+20+Y-X mod 30 E=24 \| E=25 & G>11 => E=E+1   | De Epacta voor 1991 is 14.                    |
| Bepaal de volle maan                                        | Trek E af van 44. Noem dit getal N. Als N kleiner is dan 21, tel er dan 30 bij op. | N = 44-E N<21 => N=N+30                               | Voor 1991 geldt: N = 30                       |
| Nu door naar zondag                                         | Tel Z en N op. Geheeldeel het resultaat door 7 en trek de rest af van N+7. Noem dit getal P. | P = N+7-(Z+N mod 7)                                   | Voor 1991 geldt: P = 31.                      |
| Paasdatum                                                   | Als P groter is dan 31, trek er dan 31 vanaf, en de paasdatum valt in april. Anders is de paasdag P in maart.                                                                                          | Stel M=3 P>31 => P=P-31 & M=M+1 datum Paasdag = P M A | Paasdag 1991 viel op 31 maart.                |

## Afwijkende paasdatums
In veel oosters-orthodoxe kerken bleef de oude juliaanse kalender (met de Dionysiaanse berekening) tot in de 20e eeuw in gebruik. Een conferentie van Oosters-orthodoxe Kerken in Constantinopel stelde in 1923 een nieuwe kerkelijke kalender voor, die tot 2800 overeenstemt met de gregoriaanse kalender; de paasdatum zou op basis van astronomische waarnemingen bepaald worden. De autocefale Kerk van Roemenië nam deze kalender en de astronomische paasdatum over. Griekenland nam in 1924 wel de kalender over, maar de Grieks-orthodoxe Kerk bleef voor de berekening van de datum voor het Pasen en de daarmee samenvallende cyclus (niet van de andere feestdagen!) bij de juliaanse kalender. In andere orthodoxe Kerken is de juliaanse kalender ook tegenwoordig nog in gebruik voor alle feestdagen (zie ook de uitleg bij de gregoriaanse kalender).
De quartodecimanen (genoemd naar Latijn quartodecimus = veertiende) vierden Pasen net als de Joden strikt op de 14e Nisan, onafhankelijk ervan welke weekdag het is.

## Tabel met de datums van Pasen, Hemelvaartsdag en Pinksteren
Onderstaande tabel geeft de datums voor de huidige tijd. De tabel kan gesorteerd worden op eerste paasdag en de andere kolommen zijn dan vanzelf ook gesorteerd. Andere dagen zijn:
- Carnaval (in veel streken): van de zondag vóór Vastenavond tot Vastenavond
  - Rosenmontag in Rijnland (Duitsland): maandag tijdens carnaval
- Palmzondag: zondag vóór Pasen
- Goede week: van Palmpasen tot Pasen
- Witte Donderdag, Goede Vrijdag, Stille Zaterdag: de drie dagen vóór Pasen
- Tweede paas- en pinksterdag: maandag na respectievelijk eerste paas- en pinksterdag
- Beloken Pasen: zondag na Pasen
- Wezenzondag: zondag na Hemelvaart en vóór Pinksteren
- Luilak: zaterdag vóór Pinksteren
- Feest van de Heilige Drie-eenheid (Trinitatis): zondag na Pinksteren
- Sacramentsdag (tweede donderdag of tweede zondag na Pinksteren)
- hoogfeest van het Heilig Hart (derde vrijdag na Pinksteren)

| jaar    | Vastenavond (dinsdag) | Eerste paasdag (zondag) | Hemelvaartsdag (donderdag) | Eerste pinksterdag (zondag) |
| ------- | --------------------- | ----------------------- | -------------------------- | --------------------------- |
| Vroegst | 3 februari            | 22 maart                | 30 april                   | 10 mei                      |
| Laatst  | 9 maart               | 25 april                | 3 juni                     | 13 juni                     |
| 2015    | 17 februari           | 5 april                 | 14 mei                     | 24 mei                      |
| 2016    | 9 februari            | 27 maart                | 5 mei                      | 15 mei                      |
| 2017    | 28 februari           | 16 april                | 25 mei                     | 4 juni                      |
| 2018    | 13 februari           | 1 april                 | 10 mei                     | 20 mei                      |
| 2019    | 5 maart               | 21 april                | 30 mei                     | 9 juni                      |
| 2020    | 25 februari           | 12 april                | 21 mei                     | 31 mei                      |
| 2021    | 16 februari           | 4 april                 | 13 mei                     | 23 mei                      |
| 2022    | 1 maart               | 17 april                | 26 mei                     | 5 juni                      |
| 2023    | 21 februari           | 9 april                 | 18 mei                     | 28 mei                      |
| 2024    | 13 februari           | 31 maart                | 9 mei                      | 19 mei                      |
| 2025    | 4 maart               | 20 april                | 29 mei                     | 8 juni                      |
| 2026    | 17 februari           | 5 april                 | 14 mei                     | 24 mei                      |
| 2027    | 9 februari            | 28 maart                | 6 mei                      | 16 mei                      |
| 2028    | 29 februari           | 16 april                | 25 mei                     | 4 juni                      |
| 2029    | 13 februari           | 1 april                 | 10 mei                     | 20 mei                      |
| 2030    | 5 maart               | 21 april                | 30 mei                     | 9 juni                      |
| 2031    | 25 februari           | 13 april                | 22 mei                     | 1 juni                      |
| 2032    | 10 februari           | 28 maart                | 6 mei                      | 16 mei                      |
| 2033    | 1 maart               | 17 april                | 26 mei                     | 5 juni                      |
| 2034    | 21 februari           | 9 april                 | 18 mei                     | 28 mei                      |
| 2035    | 6 februari            | 25 maart                | 3 mei                      | 13 mei                      |
| 2036    | 26 februari           | 13 april                | 22 mei                     | 1 juni                      |
| 2037    | 17 februari           | 5 april                 | 14 mei                     | 24 mei                      |
| 2038    | 9 maart               | 25 april                | 3 juni                     | 13 juni                     |
| 2039    | 22 februari           | 10 april                | 19 mei                     | 29 mei                      |
| 2040    | 14 februari           | 1 april                 | 10 mei                     | 20 mei                      |
| 2041    | 5 maart               | 21 april                | 30 mei                     | 9 juni                      |
| 2042    | 18 februari           | 6 april                 | 15 mei                     | 25 mei                      |
| 2043    | 10 februari           | 29 maart                | 7 mei                      | 17 mei                      |
| 2044    | 1 maart               | 17 april                | 26 mei                     | 5 juni                      |
| 2045    | 21 februari           | 9 april                 | 18 mei                     | 28 mei                      |

## Toekomstige ontwikkelingen
Verscheidene kerken proberen de verschillen in paasdatum te overbruggen en terug te keren naar één berekening voor het gehele christendom. De grootste kans op acceptatie maakt het vieren van Pasen volgens de astronomische waarneming van lentebegin en volle maan. Dat is het geval geweest vanaf 20 mei 325. Daartoe is vooral nader overleg nodig met de orthodoxe kerken.
Mede in het kader van de oecumene stelde Paus Franciscus in juni 2015 voor om met alle christenen te komen tot een gezamenlijke paasdatum. Verwijzend naar een traditionele pinkstergroet, die ontleend is aan Lukas 24:34, maakte Franciscus toen een grapje over een katholiek en een orthodox: “Is jouw Christus al opgestaan?” “De mijne staat pas de volgende week op!”

## Spreekwoord
Over Pasen en Pinksteren zijn veel zegswijzen. Enkele die specifiek naar de jaarcyclus verwijzen:
- Als Pasen en Pinksteren op één dag vallen geeft aan dat iets zal nooit gebeuren. Variant zijn als Pasen op een vrijdag valt en Van Aken tot Pasen.
- Als ’t Palmzondag is, zal ’t haast Pasen zijn: als het begin er is, zal de rest volgen.
- Als vijgen na Pasen: te laat. Vijgen mochten in de Vastentijd gegeten worden, daarna was men ze beu.
- Halleluja zingen vóórdat het Pasen is: te vroeg juichen.
- Men spreekt zolang van Pasen totdat het komt: als iets dat herhaaldelijk aangekondigd is eindelijk waar wordt.